# Duc d'Urach

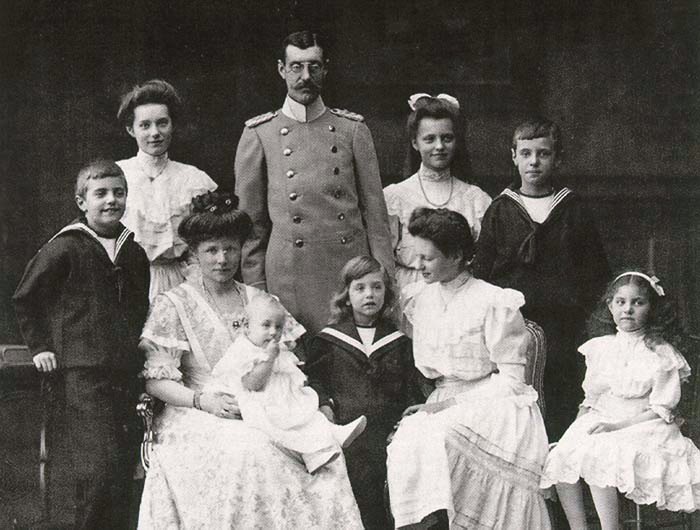
Famille du duc Guillaume d'Urach

Le titre de duc d'Urach a été créé en 1867 par le roi Charles Ier de Wurtemberg en faveur du comte Frédéric de Wurtemberg (alias : Wilhelm von Wurtemberg), né à Stuttgart en 1810, mort en 1869. Il était issu du mariage morganatique du prince Guillaume de Wurtemberg (1761-1830) et de Wilhelmine von Tunderfedt-Rhodes (1777-1822). Le prince Guillaume était quant à lui le quatrième fils de Frédéric II Eugène de Wurtemberg (1732-1797), duc de Wurtemberg et de Sophie de Brandebourg-Schwedt .
Frédéric de Wurtemberg et le père du roi Charles Ier (le roi Guillaume Ier) étaient cousins germains.
La ville d'Urach avait été à l'origine, dans l'histoire du Comté de Wurtemberg, le siège d'un comté particulier aux XIIe et XIIIe siècles de la famille d'Urach, jusqu'à Henri d'Urach (+ 1283/1284), comte d'Urach et de Fribourg. De 1442 à 1492 exista un comté particulier de Wurtemberg-Urach. Le comté de Wurtemberg, réunifié, fut élevé au rang de duché de Wurtemberg en 1495 puis en royaume de Wurtemberg en 1805. Le titre de duc d'Urach créé en 1867 ne se trouvait attaché à aucune souveraineté.

## Liste des ducs d'Urach
- 1867-1869 - Frédéric de Wurtemberg (1810-1869), 1er duc d'Urach, épouse en 1841 Théodelinde de Beauharnais-Leuchtenberg (1814-1857) puis en 1863 Florestine de Monaco (1833-1897).
- 1869-1928 - Guillaume de Wurtemberg-Urach (1864-1928), 2e duc d'Urach, né du 2e mariage du 1er duc ; élu roi de Lituanie en 1918; renonce à ses droits au trône monégasque en 1924, épouse en 1892 la princesse Amélie Marie en Bavière (1865-1912), dont 9 enfants.
- 1928-1981 - Charles de Wurtemberg-Urach (1899-1981), 3e duc d'Urach ; fils cadet du précédent, épouse en 1940 Gabrielle de Waldbourg-Zeil et Trauchbourg (1910-2005), sans postérité.
- 1981-1991 - Charles-Anselme de Wurtemberg-Urach (né en 1955), 4e duc d'Urach ; fils aîné d'Eberhard de Wurtemberg-Urach (1907-1969), frère puîné du précédent, et de la princesse Iniga de Tour-et-Taxis (1925-2008) ; épouse en 1991 Saskia Wusthof (née en 1968) dont il divorce en 1996, dont Guillaume (né en 1991) et Maximilien (né en 1993), princes d'Urach ; renonce au titre en 1991.
- Depuis 1991 - Guillaume-Albert de Wurtemberg-Urach (né en 1957), 5e duc d'Urach ; frère cadet du précédent, épouse en 1992 Karen von Brauchitsch, comtesse (par adoption[2],[3],[4]) Berghe de Trips, dont deux filles et Charles-Philippe (né en 1992), héritier du titre.

## Armoiries

Les armes du duc d'Urach

Les armes des ducs d'Urach sont fixées par un diplôme royal du 10 janvier 1868. L'écu est parti, au premier d'or à trois demi-ramures de cerf de sable (Wurtemberg) et d'or à trois lions léopardés de sable, ayant une des pattes avant de gueules. Ce second champ reprend les armes de l'ancien duché de Souabe, mais en les brisant par le changement de couleur de la patte des trois lions. Cet écu est le même que celui de la branche morganatique des ducs de Wurtemberg. 
L'écu est tenu à dextre par un lion de sable avec la patte avant dextre de gueules et à sénestre par un cerf au naturel (alias d'or). Il est surmonté par un casque d'argent partiellement doré, accompagné de ses lambrequins de sable doublés d'or et surmonté d'un cor de chasse de gueules, virolé d'or et lié d'azur, de l'embouchure duquel sortent trois plumes d'azur, d'argent et de gueules. Ce cimier correspond aux armes de la ville d'Urach (actuellement Bad Urach). 
Le tout est placé sous un manteau de gueules doublé d'hermines et frangé d'or. Le duc somme ce manteau d'une couronne ducale fermée. Ses frères et fils cadets portent un bonnet de prince d'Empire à la place de cette couronne.